# Aleksander Kaczorowski
Aleksander Kaczorowski (* 29. května 1969, Żyrardów) je polský bohemista, publicista, překladatel a novinář.

## Život
Vystudoval slavistiku na Varšavské univerzitě (1998). Pracoval v Gazeta Wyborcza, Newsweek Polska (zástupce šéfredaktora), Forum (zástupce šéfredaktora). Nyní šéfredaktor Aspen Review Central Europe a přednášející Varšavské univerzity.
V 2016 získal cenu Václava Buriana za kulturní přínos ke středoevropskému dialogu.
Autor biografie Václava Havla, Bohumila Hrabala i Oty Pavla. Do polštiny přeložil knihy Bohumila Hrabala, Josefa Škvoreckého a Egona Bondyho.

## Publikační činnost

### Knihy
- Praski elementarz, Wołowiec: Czarne 2001, 2012, ISBN 978-83-7536-277-0.
- Gra w życie. Opowieść o Bohumilu Hrabalu, Wołowiec: Czarne 2004, ISBN 838739198-0.
  - Életjáték - Történet Bohumil Hrabalról, Budapešť: Európa Könyvkiadó, 2006, ISBN 9789630781312.
  - Il gioco della vita. La storia di Bohumil Hrabal, Roma: Edizioni E/O 2007, ISBN 978-8876417559.
- Europa z płaskostopiem, Wołowiec: Czarne 2006, ISBN 83-89755-64-5.
- Praskie łowy, Warszawa: Świat Książki, 2007, ISBN 978-83-247-0835-2.
- Ballada o kapciach, Wołowiec: Czarne 2012, ISBN 9788375363500.
- Havel. Zemsta bezsilnych, Wołowiec: Czarne 2014, ISBN 978-83-7536-557-3.
- Hrabal. Słodka apokalipsa, Wołowiec: Czarne 2016, ISBN 978-83-8049-221-9.
- Ota Pavel: pod powierzchnią, Wołowiec: Czarne 2018, ISBN 978-83-8049-677-4.
- Czechy. To nevymyslíš, Warszawa: Muza 2022, ISBN 978-83-287-2086-2.
- Prezydent. Aleksander Kwaśniewski w rozmowie z Aleksandrem Kaczorowskim, Kraków: Znak Literanova, 2023, ISBN 9788324073979.
- Babel. Człowiek bez losu, Wołowiec: Czarne 2023, ISBN 978-83-8191-777-3.

### Překlady
- Egon Bondy, Noga świętego Patryka, Izabelin: Świat Literacki 1995, ISBN 9788386646111.
- Bohumil Hrabal, Czuły barbarzyńca, Izabelin: Świat Literacki 1997, ISBN 978-83-626-7607-1.
- Josef Škvorecký, Przypadki niefortunnego saksofonisty tenorowego, Izabelin: Świat Literacki, 1999, ISBN 838664687X.
- László Szigeti, Drybling Hidegkutiego, czyli rozmowy z Hrabalem, Izabelin: Świat Literacki, 2002, ISBN 8388612239.
- Bohumil Hrabal, Piękna rupieciarnia, Wołowiec: Czarne, 2006, ISBN 978-83-8049-787-0 (s Janem Stachowskim).
- Helga Weissová, Dziennik Helgi: świadectwo dziewczynki o życiu w obozach koncentracyjnych, Kraków: Insignis Media, 2013, ISBN 978-83-63944-04-9.
- Josef Pazderka (ed.), Inwazja na Czechosłowację 1968. Perspektywa rosyjska, Instytut Pamięci Narodowej 2015, ISBN 9788376298184.
- Jiří Pelán, Hrabal w lustrze krytyki, [v:] W poszukiwaniu przerw w zabudowie. W stulecie urodzin Bohumila Hrabala, (ed. J. Goszczyńska), Warszawa 2015.
- Jakub Češka, Nic, tylko strach, czyli ironiczna spowiedź, [v:] W poszukiwaniu przerw w zabudowie. W stulecie urodzin Bohumila Hrabala, (ed. J. Goszczyńska), Warszawa 2015.